# Sigentong (Warureja)
Sigentong is een bestuurslaag in het regentschap Tegal van de provincie Midden-Java, Indonesië. Sigentong telt 2786 inwoners (volkstelling 2010).